# Lac Omapere
Le lac Omapere (en anglais : Lake Ōmāpere) est un lac néo-zélandais situé dans la région de Northland sur l'île du Nord. Plus grand lac de la région, avec une superficie de 1 200 hectares, il subit une forte pollution qui a un impact sur sa faune et sa flore.

## Géographie
D'une superficie d'environ 1 200 hectares, le lac Omapere est le plus grand lac de la région de Northland, sur la pointe nord de l'île du Nord en Nouvelle-Zélande. Il est situé à 5 km au nord de la ville de Kaikohe.
De forme circulaire, le lac a un diamètre d'environ 5 km. Le lac est peu profond : sa profondeur maximale est de 2,6 mètres et peut descendre à 1,5 mètre en été. Il est alimenté par plusieurs ruisseaux situés sur sa rive sud, dont le principal est Pararataio Stream. Au sud-ouest, le lac se déverse dans son émissaire le fleuve Utakura. Son bassin versant, composé principalement de pâturages, s'étend sur 33 km2.
Le lac Omapere s'élève à 237 mètres d'altitude. Il est dominé par quelques collines qui s'élèvent au sud et à l'est (Te Ahuahu à 373 m ou Putahi à 381 m). Le lac se trouve dans le champ volcanique de Kaikohe et de la baie des Îles (en). Son bassin aurait été formé par une coulée de lave provenant du Te Ahuahu. Dans sa forme actuelle, il daterait du XIVe siècle, lorsque la forêt marécageuse qui l'occupait fut détruite par un feu.

## Histoire
Le lac Omapere est situé sur les terres historiques de la tribu maorie Ngapuhi, pour qui il est un vivier de nourriture.

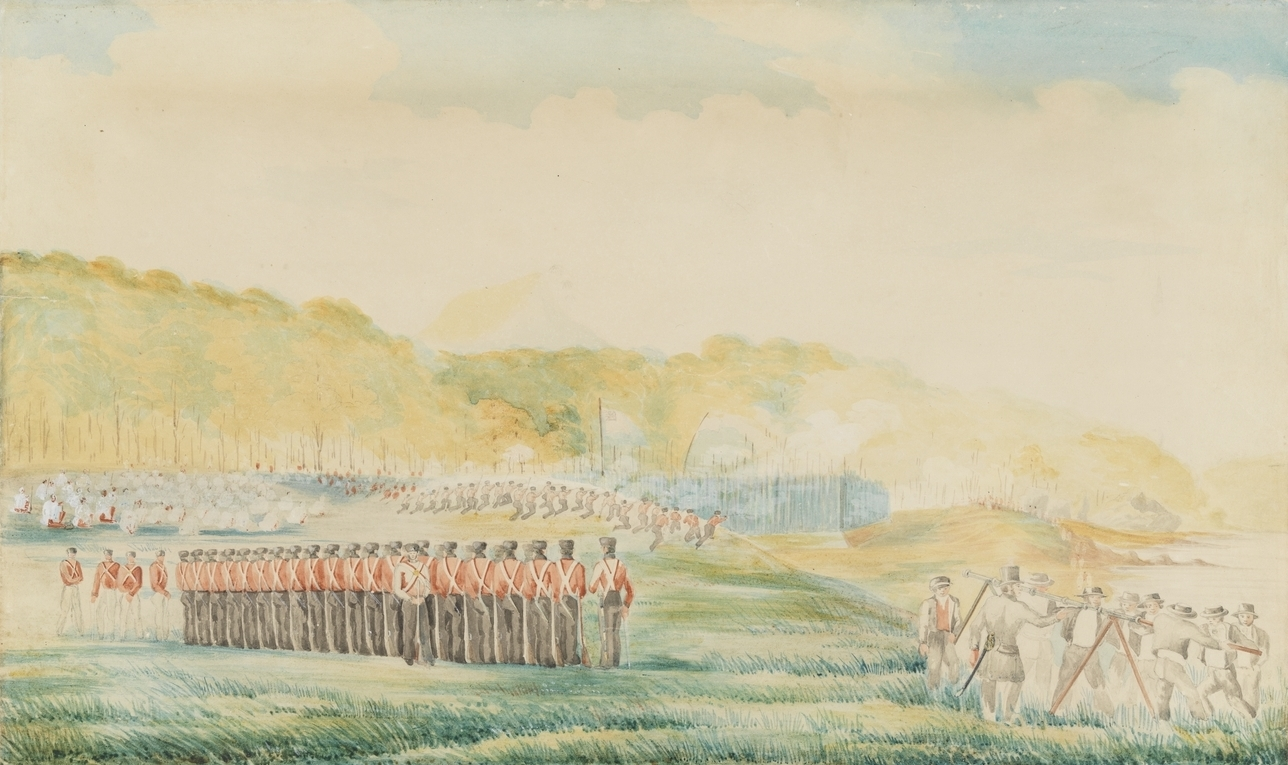
Dessin de la bataille de Puketutu.

En avril 1845, les rives du lac sont le théâtre de la bataille de Puketutu (en). 200 Britanniques attaquent le pa (village fortifié) de Puketutu, défendu par le chef maori Hone Heke. Ils sont alors surpris par 140 guerriers menés par Te Ruki Kawiti (en), cachés dans le bush. Alors qu'ils reprennent la main, les Britanniques sont attaqués par les hommes de Hone Heke. Le lieutenant-colonel William Hulme rappelle alors ses hommes. C'est la première bataille d'importance de la guerre du Nord (en), qui voit s'affronter Britanniques et Ngapuhi jusqu'en janvier 1846.
Un autre pa se trouvait sur un promontoire de la rive est du lac, le Mawe Pā. Il s'agirait du fort du chef maori Hongi Hika (1772-1828).
Dans les années 1920, l'eau du lac est drainée pour alimenter les pâturages environnants, son niveau baissant de plus d'un mètre. Au milieu du XXe siècle, le lac Omapere est encore utilisé pour certaines activités nautiques et alimente la ville de Kaikohe en eau. Cependant, le développement de l'agriculture dans son bassin versant a augmenté la pollution du lac. Depuis les années 1980, des algues invasives sont présentes et son eau n'est plus consommable.

## Faune et flore

### Flore
La rive ouest du lac est constituée de zones humides où prolifèrent des plantes tels Machaerina articulata (en), Schoenoplectus tabernaemontani et Typha orientalis. Les autres rives sont bordées de Juncus edgariae (en) et de pâturages, où l'on trouve des espèces rares en Nouvelle-Zélande comme (Centipeda minima (en) et Ophioglossum petiolatum (en)). L'herbe à alligator (Alternanthera philoxeroides) est largement présente à l'est du lac.
Le lac Omapere a connu plusieurs épisodes d'invasion par des algues, notamment l'élodée dense (Egeria densa), suivis d'une disparition de la flore submergée comme de 1985 à 1994. En 2001, la flore submergée du lac Omapere disparaît à nouveau, seules des cyanobactéries subsistant. En 2019 toutefois, des plantes aquatiques ont été découvertes au centre du lac : chara (Chara australis), élodée dense (Egeria densa), élodée du Canada (Elodea canadensis) et potamot (Potamogeton ochreatus).

### Faune
Le lac Omapere accueille une population importante de cygne noir (Cygnus atratus), qui évolue selon la pollution du lac. Parmi l'avifaune, on peut également y voir le butor d'Australie (Botaurus poiciloptilus) et le mégalure matata (Poodytes punctatus),.
Plusieurs espèces de poissons ont été recensées dans le lac : anguilles d'Australie (Anguilla australis) et de Nouvelle-Zélande (Anguilla dieffenbachii), barbotte brune (Amieurus nebulosus), éperlan de Nouvelle-Zélande (en) (Retropinna retropinna), goujon commun (en) (Gobiomorphus cotidianus), guppy sauvage (Gambusia holbrooki) et poisson rouge (Carassius auratus). Ses marais accueillent Neochanna heleios (en), rare à l'échelle nationale. Deux espèces de carpe sont introduites dans le lac pour lutter contre les algues : la carpe argentée (Hypophthalmichthys molitrix) à la fin des années 1980 et la carpe de roseau (Ctenopharyngodon idella) au début du XXIe siècle.
Parmi les invertébrés vivant dans le lac Omapere, la moule d'eau douce (en) (Echyridella menziesii) est redevenue abondante après avoir presque disparue en 2001,. On peut également citer la présence de l'écrevisse du nord (en) (Paranephrops planifrons) et de l'hydrobie des antipodes (Potamopyrgus antipodarum).